# Oglasodes atrisignata
Oglasodes atrisignata là một loài bướm đêm trong họ Noctuidae.